# ツバメウオ
ツバメウオ（燕魚、Platax teira）は、マンジュウダイ科に属する魚の一種。別名、ツバクロ（燕、ツバメの古名）、ツバメダイ（燕鯛）、アブラウオ（脂魚）など。本種が属する科を「スダレダイ科」とする文献もある。

## 分類
本種はフィンランドの探検家、東洋学者、博物学者であるPeter ForsskålによってChaetodon teiraとして記載され、タイプ産地はイエメンの紅海沿岸のAl Luḩayyahとされている。1876年にピーター・ブリーカーによってツバメウオ属のタイプ種に指定された。種小名 teira は、アラビア語 teyra のラテン語化である。

## 分布・生態
太平洋西部からインド洋、紅海の温暖な海域に分布する。日本では、北海道釧路から九州の太平洋沿岸、新潟県から長崎県の日本海・東シナ海沿岸、屋久島、琉球列島、小笠原諸島に分布し、沿岸部の中層に生息する。
ニュージーランドのアイランズ湾(英語版)でも記録がある。オーストラリアでは、西オーストラリア州から北部まで、南はニューサウスウェールズ州まで分布する。2004年のスマトラ島沖地震の後、インドのマンナール湾で発見された。地中海ではトルコ沖とイスラエル沖で2回発見されている。
流れ藻、瓦礫、人工魚礁の間に生息することが知られている。沿岸の浅瀬から沖合の深場まで生息している。通常沿岸の中層で群れており、幼魚は水面の近くで体を横にして浮き、浮遊物に擬態する。雑食であり、プランクトン、小型無脊椎動物、藻類を捕食する。稚魚は浮遊物の中に留まり、稚魚同士が出会いながら群れを形成していく。成長すると沿岸から離れ、ホンダワラなどの流れ藻の下で大きな群れを形成する。

## 形態

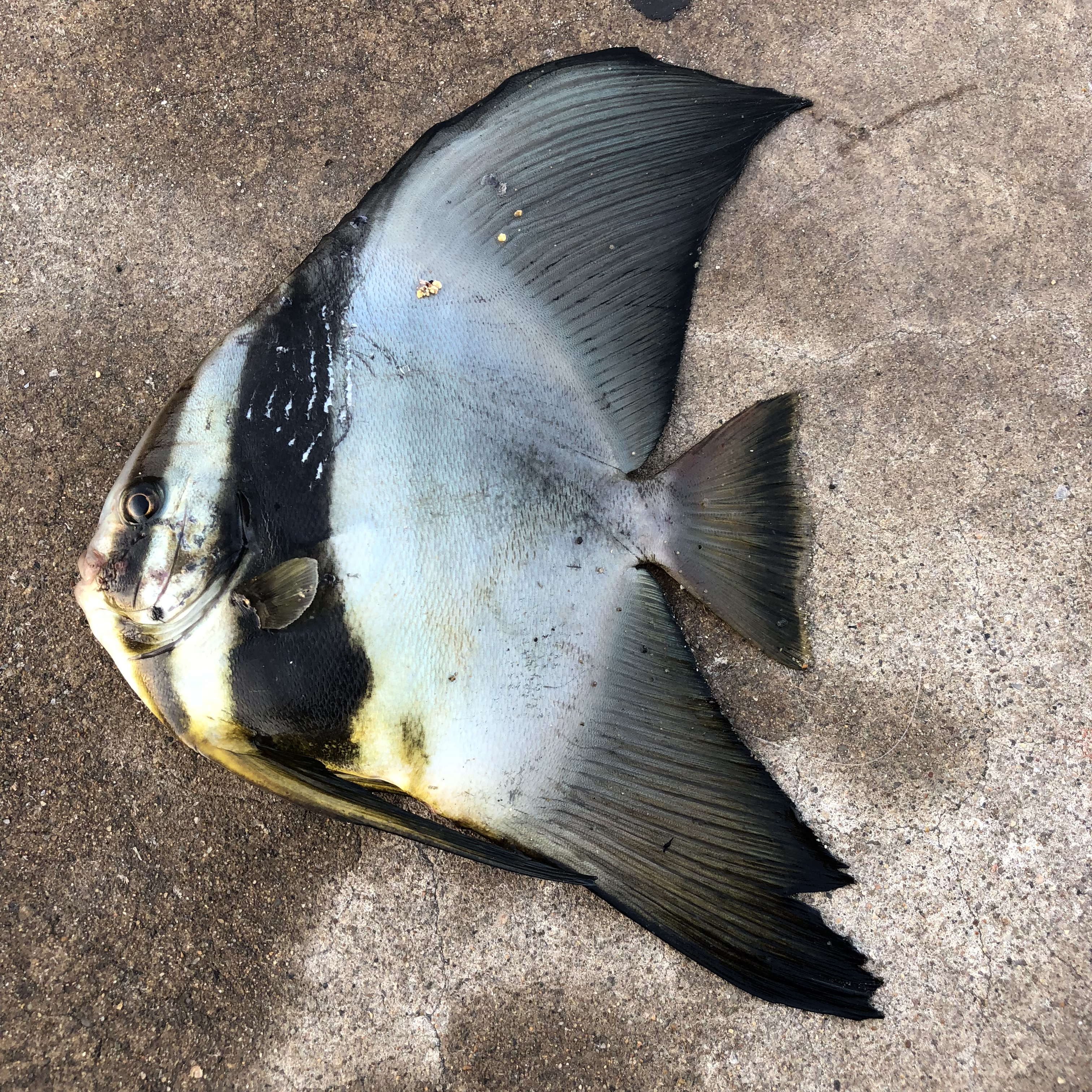
ツバメウオ 2017.11.13 鹿島港

全長は最大70 cm。腹鰭基部の後方に黒斑があり、尻鰭の付け根の上には縦長の黒斑がある。体は側扁し、横から見ると円形で、全体的にはセイヨウナシ形。老成魚は額が僅かに突出する（吻前縁が真っ直ぐ）。背鰭と臀鰭が相似形で大きい。体色は銀色、灰色、または茶色。背鰭の後縁が黒く、体側には眼や胸鰭を通る横帯があり、成魚では不明瞭である。尾鰭は二重湾入形で、後縁は黒い。腹鰭は黄色みがかる。死後、全体的に黒ずみ、模様は不鮮明となる。
幼魚は体が菱形で、背鰭と臀鰭が成魚より著しく大きく、紋様の黒い部分が広くはっきりとしている。幼魚の大きい鰭は成長につれ小さくなる。稚魚は体が茶色く、枯葉のように見える。

## 利用

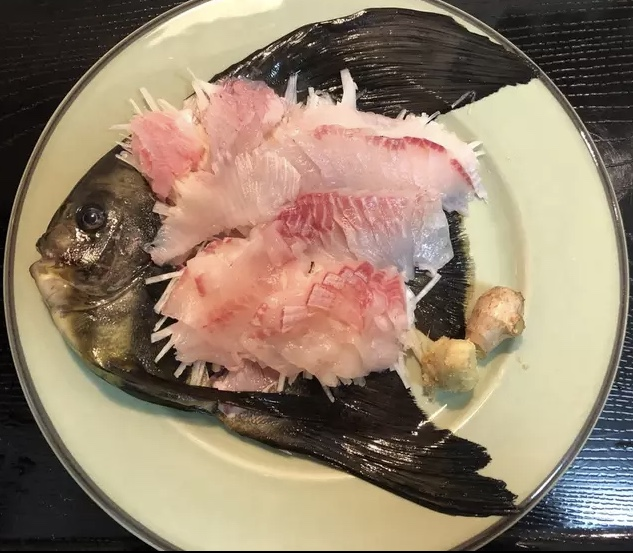
本種の刺身

### 食用
釣り、スピアフィッシング、トロール網などで漁獲される。日本近海には少なく、あまり利用されないが、食味はイシダイに似ており、鰭が発達した魚であるため、縁側を中心に盛りつけ、刺身で頂くと脂がのっていて、とても美味である。

### 飼育下
非常に大人しく、群れを作る。攻撃的な種と一緒に飼育すべきではない。通常、購入時は小さいが、すぐに成長する。水族館ではよく飼育される。